# Campeonato Europeo de la UEFA Sub-19 2009
El Campeonato Europeo de la UEFA Sub-19 2009 se llevó a cabo en Ucrania del 21 de julio al 2 de agosto y contó con la participación de 8 selecciones juveniles de Europa provenientes de una fase eliminatoria.
El anfitrión Ucrania venció en la final a Inglaterra para conseguir su primer título continental de la categoría.

## Participantes
| - Inglaterra - Francia - Serbia - Eslovenia | - España - Suiza - Turquía - Ucrania (anfitrión) |

## Fase de grupos

### Grupo A
| País       | J | G | E | P | GF | GC | GD | Pts |
| ---------- | - | - | - | - | -- | -- | -- | --- |
| Inglaterra | 3 | 1 | 2 | 0 | 10 | 4  | +6 | 5   |
| Ucrania    | 3 | 1 | 2 | 0 | 3  | 2  | +1 | 5   |
| Suiza      | 3 | 1 | 1 | 1 | 3  | 3  | 0  | 4   |
| Eslovenia  | 3 | 0 | 1 | 2 | 2  | 9  | -7 | 1   |

| 21 de julio de 2009 | Inglaterra  | 1 - 1   | Suiza          | Metalurh Stadium, Donetsk |                          |
|                     | Mattock 34' | Reporte | Wüthrich 90+2' | Árbitro(s): Manuel Gräfe  | Árbitro(s): Manuel Gräfe |

| 21 de julio de 2009 | Ucrania | 0 - 0   | Eslovenia | RSC Olimpiyskiy, Donetsk |                       |
|                     |         | Reporte |           | Árbitro(s): Jiří Jech    | Árbitro(s): Jiří Jech |

| 24 de julio de 2009 | Eslovenia | 1 - 2   | Suiza                    | Metalurh Stadium, Donetsk  |                            |
|                     | Fink 66'  | Reporte | Pasche 79' · Mustafi 85' | Árbitro(s): Ovidiu Hategan | Árbitro(s): Ovidiu Hategan |

| 24 de julio de 2009 | Ucrania       | 2 - 2   | Inglaterra                        | RSC Olimpiyskiy, Donetsk |                         |
|                     | Petrov 2' 61' | Reporte | Lansbury 25' (pen.) · Gosling 51' | Árbitro(s): Bas Nijhuis  | Árbitro(s): Bas Nijhuis |

| 27 de julio de 2009 | Suiza | 0 - 1   | Ucrania     | RSC Olimpiyskiy, Donetsk |                        |
|                     |       | Reporte | Rybalka 85' | Árbitro(s): István Vad   | Árbitro(s): István Vad |

| 27 de julio de 2009 | Eslovenia    | 1 - 7   | Inglaterra                                                                    | Metalurh Stadium, Donetsk      |                                |
|                     | Dimitrov 50' | Reporte | Lansbury 10' · Briggs 19' · Welbeck 25' 32' · Delfouneso 38' 70' · Ranger 74' | Árbitro(s): Jérôme Efong Nzolo | Árbitro(s): Jérôme Efong Nzolo |

### Grupo B
| País    | J | G | E | P | GF | GC | GD | Pts |
| ------- | - | - | - | - | -- | -- | -- | --- |
| Serbia  | 3 | 2 | 1 | 0 | 4  | 2  | +2 | 7   |
| Francia | 3 | 1 | 2 | 0 | 3  | 2  | +1 | 5   |
| España  | 3 | 1 | 0 | 2 | 3  | 4  | -1 | 3   |
| Turquía | 3 | 0 | 1 | 2 | 2  | 4  | -2 | 1   |

| 21 de julio de 2009 | Francia     | 1 - 1   | Serbia      | Zakhidnyi Stadium, Mariupol |                        |
|                     | Brahimi 40' | Reporte | Aleksić 44' | Árbitro(s): István Vad      | Árbitro(s): István Vad |

| 21 de julio de 2009 | Turquía      | 1 - 2   | España                         | Illichivets Stadium, Mariupol   |                                 |
|                     | Albayrak 12' | Reporte | Falqué 49' (pen.) · Joselu 51' | Árbitro(s): Ovidiu Alin Hategan | Árbitro(s): Ovidiu Alin Hategan |

| 24 de julio de 2009 | Francia     | 1 - 1   | Turquía      | Zakhidnyi Stadium, Mariupol    |                                |
|                     | N'Diaye 90' | Reporte | Yıldırım 64' | Árbitro(s): Jérôme Efong Nzolo | Árbitro(s): Jérôme Efong Nzolo |

| 24 de julio de 2009 | Serbia            | 2 - 1   | España    | Illichivets Stadium, Mariupol, Ukraine |                       |
|                     | Milanović 36' 51' | Reporte | Joselu 6' | Árbitro(s): Jiří Jech                  | Árbitro(s): Jiří Jech |

| 27 de julio de 2009 | España | 0 - 1   | Francia     | Illichivets Stadium, Mariupol |                          |
|                     |        | Reporte | Brahimi 26' | Árbitro(s): Manuel Gräfe      | Árbitro(s): Manuel Gräfe |

| 27 de julio de 2009 | Serbia      | 1 - 0   | Turquía | Zakhidnyi Stadium, Mariupol |                         |
|                     | Aleksić 17' | Reporte |         | Árbitro(s): Bas Nijhuis     | Árbitro(s): Bas Nijhuis |

## Fase final

### Semifinales
| 30 de julio de 2009 | Inglaterra                         | 3 - 1 (t.e.) | Francia  | RSC Olimpiyskiy, Donetsk |                         |
|                     | Lansbury 37' · Delfouneso 92' 104' | Reporte      | Gueye 8' | Árbitro(s): Bas Nijhuis  | Árbitro(s): Bas Nijhuis |

| 30 de julio de 2009 | Serbia      | 1 - 3   | Ucrania                      | Illichivets Stadium, Mariupol                            |                                                          |
|                     | Aleksić 22' | Reporte | Shakhov 1' · Harmash 39' 86' | Asistencia: 12,600 espectadores Árbitro(s): Manuel Gräfe | Asistencia: 12,600 espectadores Árbitro(s): Manuel Gräfe |

### Final
| 2 Agosota 2009 | Inglaterra | 0 - 2   | Ucrania                    | RSC Olimpiyskiy, Donetsk                              |                                                       |
|                |            | Reporte | Harmash 5' · Korkishko 50' | Asistencia: 25,000 espectadores Árbitro(s): Jiří Jech | Asistencia: 25,000 espectadores Árbitro(s): Jiří Jech |

## Campeón
| Eurocopa Sub-19 2009 |
| -------------------- |
| Bandera de Ucrania   |
| Ucrania 1º Título    |